# Uribarri Nagusia
Uribarri Nagusia /Ullibarri de los Olleros és un poble (concejo) de la Zona Rural Est de Vitòria, al territori històric d'Àlaba.

## Geografia
Situat al sud-est del municipi, a 9 km de distància al centre urbà, en una part de la vall formada pel riu Arkaute, en els contraforts de les Muntanyes de Vitòria, a 664 msnm. Carretera locals A-3104 que ens condueix cap a Bolibar i A-4133 a Okina.

## Demografia
Té una població de 54 habitants. L'any 2010 tenia 47 habitants.
| 2000 | 2001 | 2002 | 2003 | 2004 | 2005 | 2006 | 2007 |
| ---- | ---- | ---- | ---- | ---- | ---- | ---- | ---- |
| 48   | 55   | 58   | 60   | 62   | 57   | 56   | 54   |

## Història
Indret de la Germandat de Vitòria. Un dels 43 llogarets que s'uniren a Vitòria en diferents temps i ocasions i que en segregar-se en 1840 la Quadrilla d'Añana va romandre en la Quadrilla de Vitoria. Durant l'Antic Règim pertanyia a la diòcesi de Calahorra, vicaria de Vitòria i arxiprestatge d'Armentia.

## Patrimoni Monumental
Església parroquial catòlica sota l'advocació d'Assumpció de Maria alçada durant el segle xvi i reformada en l'època neoclàssica.